# Ласковский, Фёдор Фёдорович
Фёдор Фёдорович Ласковский (4 июля (22 июня) 1802 — 20 (8) апреля 1870) — русский военный инженер, генерал-лейтенант, заслуженный профессор Николаевской инженерной академии. Преподавал фортификацию великим князьям, издал монографию «Материалы для истории инженерного искусства в России» (1856—1865) и «Курс долговременной фортификации» (1864, в соавторстве с Н. В. Болдыревым).

## Биография
Фёдор Ласковский родился в Санкт-Петербургской губернии в дворянской семье в 1802 году. В 1819 году поступил на военную службу кондуктором 2-го класса в Санкт-Петербургскую инженерную команду, откуда был переведён в инженерную роту Главного инженерного училища. В 1820 году произведён в полевые инженер-прапорщики. В 1822 году окончил высший офицерский класс и был оставлен при училище, в 1824 году получив назначение преподавателем фортификации.
В 1832 году Ласковский назначен адъюнктом фортификации Императорской военной академии (с 1842 года — полный профессор). В Главном (с 1855 года Николаевском) инженерном училище он с 1835 года был наставником-наблюдателем фортификации офицерского класса, с 1853 года членом конференции и с 1858 года заслуженным профессором. В 1850 году произведён в генерал-майоры, в 1862 году — в генерал-лейтенанты.
Ласковскому было поручено преподавать фортификацию цесаревичу Александру Николаевичу (будущий император Александр II). Другому великому князю, Константину Николаевичу, Ласковский читал курс истории фортификации и военно-инженерного искусства в России, который в дальнейшем излагал также великим князьям Николаю Николаевичу и Михаилу Николаевичу и принцу Петру Георгиевичу Ольденбургскому.

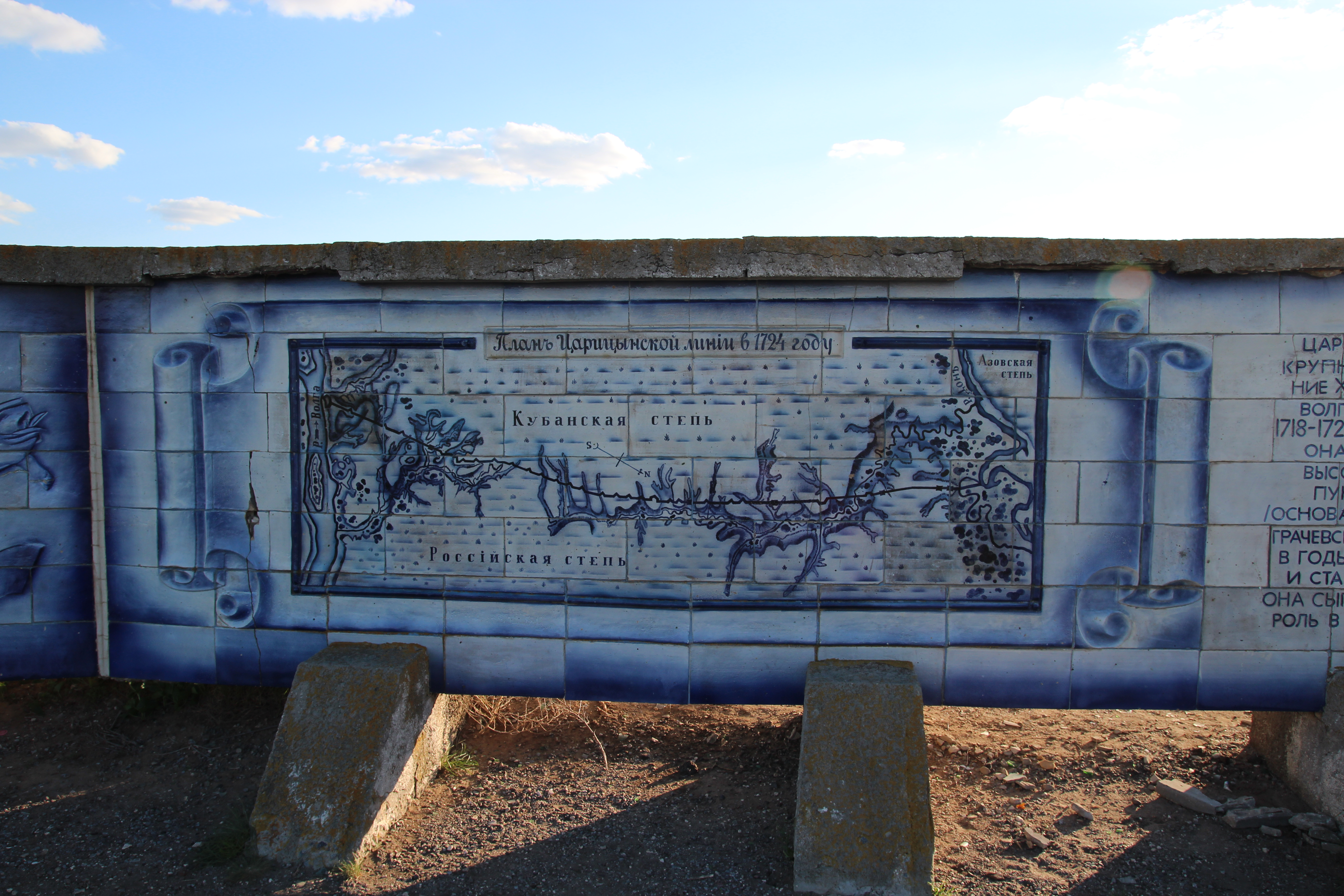
Изображение из  книги «Материалы к истории инженерного искусства в России» на памятнике Царицынской сторожевой линии.
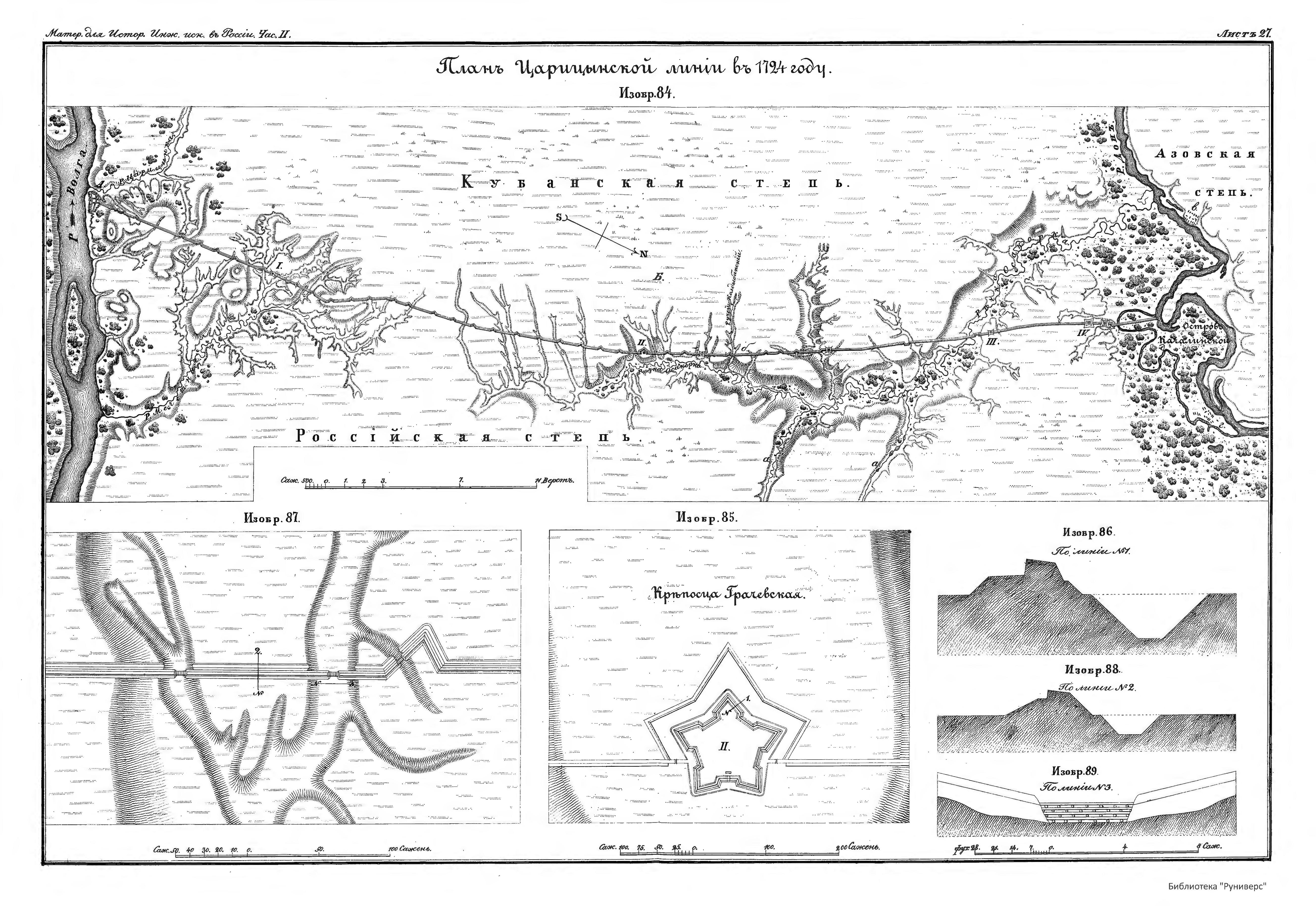
Оригинал изображения из Приложения к Материалам.
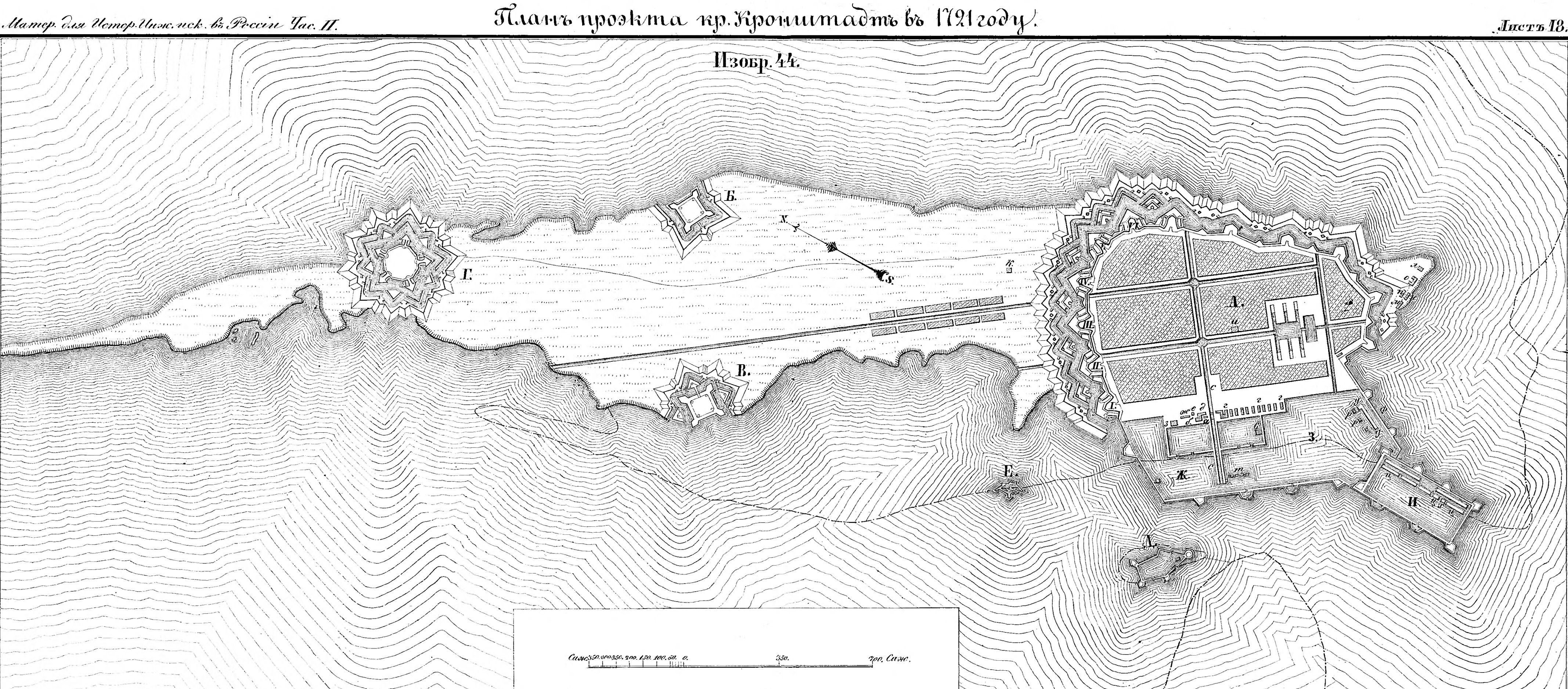
Оригинал изображения из Приложения к Материалам (фрагмент, Кронштадт в 1721)

## Награды
За время службы Ласковский был удостоен наград:
- орден Святой Анны 3-й степени (1827),
- орден Святого Владимира 4-й степени (1832),
- орден Святого Станислава 2-й степени (1837),
- знак отличия беспорочной службы за XX лет (1842),
- императорская корона к ордену Святого Станислава 2-й степени (1844),
- орден Святой Анны 2-й степени (1844),
- императорская корона к ордену Святой Анны 2-й степени (1846),
- знак отличия беспорочной службы за XXV лет (1847),
- орден Святого Владимира 3-й степени (1848),
- знак отличия беспорочной службы за XXX лет (1852),
- орден Святого Станислава 1-й степени (1853),
- орден Святой Анны 1-й степени (1857),
- знак отличия беспорочной службы за XXXV лет (1858),
- императорская корона к ордену Святой Анны 1-й степени (1859),
- знак отличия беспорочной службы за XL лет (1863),
- орден Святого Владимира 2-й степени (1867).

## Труды
В период с 1858 (по другим данным, 1859) по 1865 год увидели свет три тома монографии Ласковского «Материалы для истории инженерного искусства в России» общим объёмом около 2000 страниц. Четвёртый том этого труда, посвящённого памяти Николая I, не был издан до смерти автора и сохранился лишь в качестве рукописи в архиве Николаевской инженерной академии. Также в виде рукописей сохранились ещё две работы Ласковского — «Осада Данцига в 1807 г.» и «Осада Лилля в 1708 г.» В 1864 году в соавторстве с профессором Николаевского инженерного училища Н. В. Болдыревым Ласковский издал книгу «Курс долговременной фортификации».